# Chiriquí Grande
Chiriquí Grande è un comune (corregimiento) della Repubblica di Panama situato nel distretto di Chiriquí Grande, provincia di Bocas del Toro, di cui è capoluogo. Si estende su una superficie di 58,8 km² e conta una popolazione di 3.014 abitanti (censimento 2010).